# Fatin Rüştü Zorlu

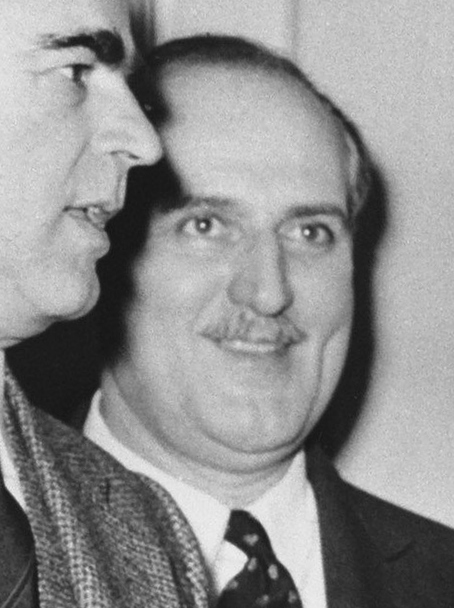
Fatin Rüştü Zorlu

Fatin Rüştü Zorlu (Istambul, 20 de abril de 1910 - Imrali, 16 de setembro de 1961) foi um político e diplomata turco.
Zorlu estudou no Liceu Galatasaray em Istambul. Graduou-se em Direito pela Universidade de Genebra e prosseguiu os estudos na Escola de Finanças e Ciências Políticas em Paris.
Ele começou sua carreira política juntando-se ao movimento Young Turks. Em 1932 ingressou no Ministério das Relações Exteriores, intervindo em 1934 como delegado da Turquia na Conferência sobre Desarmamento, realizada em Genebra. Em 1938 ele participou da Liga das Nações.
Em 1939 ele foi designado para a embaixada na França, como o primeiro secretário do mesmo. Mais tarde aconteceu aos da União Soviética e do Líbano. Em 1946 retornou à Turquia, ocupando o cargo de Diretor de Economia e Comércio no Ministério das Relações Exteriores. Em 1947 ele foi o delegado turco do Comitê de Economia e Comércio da Europa. Ele também participou de negociações relacionadas ao Plano Marshall. Em 1950, foi nomeado ministro plenipotenciário em Paris. Em 1952 tornou-se embaixador na Organização do Tratado do Atlântico Norte. Dentro de sua carreira diplomática, ele assinou o tratado comercial entre a Turquia e o Banco Mundial.
Em 1954 ele foi eleito deputado para a Assembleia Geral da Turquia, e no mesmo ano passou a ocupar simultaneamente os cargos de Primeiro Ministro e Ministro de Estado, embora dentro de poucos meses permanecesse unicamente com a pasta de Estado, à qual seria adicionado provisoriamente a de Negócios Estrangeiros.
Em 1957, ele foi oficialmente confirmado como Ministro de Estado e Relações Exteriores, cargos que ocupou até 1960, fazendo parte do Governo de Menderes.
Na noite de 26 a 27 de maio de 1960, houve um golpe militar liderado por Cemal Gürsel. O novo regime prendeu os membros do governo anterior, que foram processados. No caso de Zorlu, as acusações incluíam ter promovido o tumulto anti-grego de 1955 para dificultar um possível acordo com a Grécia sobre Chipre. Como resultado do processo, Zorlu seria condenado à morte e executado.